# Мемоизация
Мемоизация (Кэш) (англ. memoization от англ. memory и англ. optimization) — пример использования кэша при разработке программного обеспечения, в программировании сохранение результатов выполнения функций для предотвращения повторных вычислений. Это один из способов оптимизации, применяемый для увеличения скорости выполнения компьютерных программ. Перед вызовом функции проверяется, вызывалась ли функция ранее:
- если не вызывалась, то функция вызывается, и результат её выполнения сохраняется;
- если вызывалась, то используется сохранённый результат.

Мемоизация может использоваться не только для увеличения скорости работы программы. Например, она используется при взаимно-рекурсивном нисходящем синтаксическом разборе в обобщённом алгоритме нисходящего синтаксического анализа.
Несмотря на связь с кэшированием, мемоизация является особым видом оптимизации, отличающимся от таких способов кэширования, как буферизация и подмена страниц.
В рамках языков логического программирования мемоизация известна под названием «табулирования».

## Примеры использования
Приведенная ниже функция memoize() сохраняет результаты каждого вызова принимаемой функции в виде [ключ:значение].
```
// Функция, генерирующая ключ исходя из параметров

const
 
generateKey
 
=
 
args
 
=>
 
(
 

  
args
.
map
(
x
 
=>
 
`
${
x
.
toString
()
}
:
${
typeof
(
x
)
}
`
).
join
(
'|'
)
 
// Результат: "x1:number|x2:number|..."

);

// Принимает функцию в качестве параметра

const
 
memoize
 
=
 
fnFal
 
=>
 
{

  
const
 
cache
 
=
 
{};

  
return
 
(...
args
)
 
=>
 
{
 

// Генерирует ключ для сохранения результата

    
const
 
key
 
=
 
generateKey
(
args
);
 

    
const
 
val
 
=
 
cache
[
key
];

// Проверяет, существует по данному ключу какое-либо значение и возвращает его, если оно есть

    
if
 
(
val
)
 
return
 
val
;

// Сохраняет результат вызова функции

    
const
 
res
 
=
 
fnFal
(...
args
);

    
cache
[
key
]
 
=
 
res
;

// Возвращает результат

    
return
 
res
;
 

  
};

};

```

С помощью нее мы можем избежать повторного выполнения вычислений в случае, если они уже были произведены.
```
// Функция, находящая сумму чисел от a до b

const
 
sumSeq
 
=
 
(
a
,
 
b
)
 
=>
 
{

  
console
.
log
(
'Calculate sum'
);

  
let
 
r
 
=
 
0
;

  
for
 
(
let
 
i
 
=
 
a
;
 
i
 
<
 
b
;
 
i
++
)
 
r
 
+=
 
i
;

  
return
 
r
;

};
 

// Производим мемоизацию функции sumSeq

const
 
mSumSeq
 
=
 
memoize
(
sumSeq
);

console
.
log
(
'First call mSumSeq(2, 5)'
);

console
.
log
(
'Value: '
 
+
 
mSumSeq
(
2
,
 
5
));
 
// Выводит  в консоль "9"

console
.
log
(
'Second call mSumSeq(2, 5)'
);

console
.
log
(
'From cache: '
 
+
 
mSumSeq
(
2
,
 
5
));
 
// Выводит в консоль "9"

console
.
log
(
'Call mSumSeq(2, 6)'
);

console
.
log
(
'Calculated: '
 
+
 
mSumSeq
(
2
,
 
6
));
 
// Выводит в консоль "14"

```

При повторном вызове функции mSumSeq( 2, 5 ) программа не выполняла повторные вычисления суммы, она проверила наличие значения по ключу [2:number|5:number] в кэше, и, поскольку он уже был создан и ему было присвоено значение 9 при первом вызове функции, это значение передастся переменной val из memoize() и возвратится в качестве аргумента в console.log().
Данный пример показывает самое простое применение мемоизации в программировании, поэтому особых изменений в скорости работы можно не заметить, однако этот способ оптимизации может сильно облегчить работу процессора при нагруженных математических вычислениях.